# 赫亚德亚尔瓦拉辛
赫亚德亚尔瓦拉辛，是西班牙阿拉贡自治区特鲁埃尔省的一个市镇。总面积57平方公里，总人口431人（2001年），人口密度8人/平方公里。